# Spaniblennius
Spaniblennius is een geslacht van straalvinnige vissen uit de familie van naakte slijmvissen (Blenniidae).

## Soorten
- Spaniblennius clandestinus Bath & Wirtz, 1989
- Spaniblennius riodourensis (Metzelaar, 1919)